# Ivor Martinić
Ivor Martinić (Split, 7. lipnja 1984.), hrvatski dramatičar.

## Životopis
Diplomirao dramaturgiju na Akademiji dramske umjetnosti u Zagrebu. Od 2006. profesionalno radi kao dramaturg na produkcijama u ZKM-u, HNK-u Zagreb, HNK-u Split, Teatru &TD, na Eurokazu i na Riječkim ljetnim noćima. Između ostalih, potpisuje adaptacije ili dramaturgije predstava Sramota (J.M Coetzee, režija: Saša Božić, ZKM/Eurokaz/k.o), Rock'n'roll za dva miša (po Ezopu, režija: Ivica Šimić, Mala scena), Ružno pače (po H.Ch. Andersenu, režija: Robert Waltl, ZKM), Baba Jaga je snijela jaje (Dubravka Ugrešić, režija: Ivica Buljan, Riječke ljetne noći), Alisa u zemlji čudesa (Lewis Carroll, režija: Renata Carola Gatica, ZKM), Ciganin, ali najljepši (Kristian Novak, režija: Ivica Buljan, HNK Zagreb), Crvena voda (Jurica Pavičić, režija: Ivica Buljan, HNK Split) i mnoge druge...
Kao dramatičar debitira 2009. godine dramom Ovdje piše naslov drame o Anti u režiji Ivice Šimića i izvedbi Gradskog kazališta mladih, Split. Ista drama postavljena je u Engleskoj, Argentini, Srbiji i Belgiji. Belgijska produkcija drame u režiji Jerôme Nayera igrala je u Off programu prestižnog avignonskog festivala 2013. godine.  
Drama o Mirjani i ovima oko nje njegova je najpoznatija drama praizvedena 2010. u Jugoslavenskom dramskom kazalištu u režiji Ive Milošević. Naslovnu ulogu odigrala je legendarna srpska glumica Mirjana Karanović. Predstava je doživjela veliki broj izvedbi, brojna gostovanja te je osvojila desetak festivalskih nagrada. U Hrvatskoj je drama premijerno izvedena u listopadu 2010. kao prva dramska premijera kojom je otvorena jubilarna 150. sezona Hrvatskog narodnog kazališta u Zagrebu. Drama je postavljena i u Sloveniji (režija: Dušan Jovanović, Mestno gledališče ljubljansko), Argentini (režija: Guillermo Cacace, Teatro Picadero), Urugvaju (režija: Diego Arbelo, Comedia Nacional) te u mnogim drugim zemljama. Godine 2021. snimljena je filmska adaptacija drame pod nazivom Plavi cvijet, u režiji Zrinka Ogreste.
Godine 2011. praizvedena je njegova drama Moj sin samo malo sporije hoda u režiji Janusza Kice i produkciji Zagrebačkog kazališta mladih. Predstava je postigla veliki uspjeh, osvojila više od dvadeset kazališnih nagrada, te tako postala jedna od najnagrađivanijih kazališnih predstava u povijesti hrvatskog kazališta. Sam autor se svojim trećim dramskim tekstom potvrdio kao jedan od najboljih suvremenih hrvatskih dramatičara pa je tako kritičarka Helena Braut u Vjesniku zaključila: «Imamo modernoga, hrabroga i iznimno nadarenog autora, s osobitim osjećajem za ženske likove, autora koji donosi čehovljansku atmosferu u naše doba, nevjerojatno zreloga, sposobnog uočiti neuralgične trenutke doba u kojem živimo i vrlo originalnim jezikom prenijeti ih na scenu.", a kritičarka Nataša Govedić u Novom listu je zapisala: "Tekst Ivora Martinića jedan je od najboljih, najslojevitijih dramskih komada recentne domaće autorske ponude"" Premijerom drame u sklopu Međunarodnog festivala dramatike Europa + Amerika u Buenos Airesu započinje njegov proboj na španjolsko govorno područje. Predstava u režiji Guillerma Cacace postigla je veliki uspjeh; odigrana je više od 500 puta kroz deset godina, te je prozvana „fenomenom nezavisnog kazališta“. Predstava je nagrađena brojnim nagradama uključujući prestižnu ACE nagradu društva kazališnih kritičara Argentine za najbolju predstavu nezavisnog kazališta. Drama je postavljena i u Boliviji, Čileu, Meksiku, Paragvaju, Peruu, Urugvaju, Venezueli, Brazilu, Kostarici, te u nekoliko različitih produkcija u Španjolskoj. Također je postavljena u Srbiji, Bosni i Hercegovini, Kosovu, Poljskoj i Francuskoj.
Preseljenjem u Barcelonu 2016. godine započinje novu fazu svog stvaralaštva, koja se može opisati kroz tri aspekta: pisanje dramskih tekstova, režiranje vlastitih djela te djelovanje kao totalni autor, gdje u pojedinim inscenacijama preuzima i ulogu izvođača.
Kao autor, redatelj i izvođač pojavljuje se u hrvatskoj i španjolskoj inscenaciji drame Bilo bi šteta da biljke krepaju, zatim u dokumentarnom projektu Sretna drama mladića iz najopasnije zemlje svijeta, kao i u hrvatskoj produkciji vlastite drame Drama o Mirjani i ovima oko nje.
Kao redatelj najčešće djeluje na nezavisnoj sceni, u produkciji vlastite umjetničke organizacije T25, u suradnji s KunstTeatrom. Isključivo režira vlastite tekstove, među kojima su Jackpot i Bilo bi šteta to ne obaviti danas.
U trećem aspektu – pisanju dramskih tekstova – ističe se drama Dobro je dok umiremo po redu (ZKM, režija: Aleksandar Švabić). Predstava je ostvarila veliki uspjeh i dobila izvrsne kritike. Kritičarka Nataša Govedić zapisala je u Novom listu: "Tekst Ivora Martinića pogađa najbolniji problem suvremene hrvatske svakodnevice: emigraciju kao oblik života." Nastavlja suradnju s Aleksandrom Švabićem i ZKM-om na sljedećem projektu, Sin, majka i otac sjede za stolom i dugo šute, koji je također dobio pozitivne kritike. Kritičari su posebno istaknuli sjajan ansambl predstave – Doris Šarić-Kukuljicu, Sretena Mokrovića, Luku Kneza i Petru Svrtan.
Njegove drame prevedene su na više od dvadeset jezika, a neki od prijevoda su i objavljeni. 
Često surađuje s Hrvatskim radijem u čijem su dramskom programu izvedene gotovo sve njegove drame. 
Jedan je od osnivača web portala hrvatske drame Drame.hr.

## Kazalište

### Praizvedbe kazališnih drama
- 2009. Ovdje piše naslov drame o Anti, režija: Ivica Šimić, Gradsko kazalište mladih, Split
- 2010. Drama o Mirjani i ovima oko nje, režija: Iva Milošević, Jugoslavensko dramsko kazalište, Beograd
- 2011. Moj sin samo malo sporije hoda, režija: Janusz Kica, ZKM, Zagreb
- 2014. Bojim se da se sada poznajemo, režija: Miriam Horwitz, Theatre und Orchester Heidelberg/GDK Gavella, Zagreb
- 2015. Kad je dijete dijete bilo, režija: Yulia Roschina, Mestno gledališče ljubljansko, Ljubljana (prema Nebu nad Berlinom)
- 2016. An instant (dio omnibusa), režija: Patrick J O'Reilly, Tinderbox Theatre Company, Belfast, Sjeverna Irska
- 2019. Dobro je dok umiremo po redu, režija: Aleksandar Švabić, ZKM, Zagreb
- 2019. Bilo bi šteta da biljke krepaju, režija: Ivor Martinić, Teatrum/KunstTeatar/T25, Zagreb
- 2020. Proslava, režija: Jan Krmelj, SNG Maribor, Maribor (po istinitoj priči Navida Fadaeea Nazerjema)
- 2022. Sretna drama mladića iz najopasnije zemlje svijeta, T25/Plantauno/El Umbral De Primavera, Madrid (koautor: Guillermo Miranda)
- 2022. Jackpot, režija: Ivor Martinić, T25/KunstTeatar, Zagreb
- 2024. Priče s trajekta, autorski projekt Anice Tomić, Jelene Kovačić i Ivora Martinića (prema pričama putnika), Splitsko ljeto
- 2025. Sin, majka i otac sjede za stolom i dugo šute, režija: Aleksandar Švabić, ZKM, Zagreb
- 2025. Bilo bi šteta to ne obaviti danas, režija: Ivor Martinić, T25/Punctum/KunstTeatar, Zagreb

### Nagrade
- 2005. Marin Držić (Ministarstvo kulture) za dramu Jednostavno nesretni.
- 2007. Fabriqué en Croatie (Društvo REZ) za dramu Ovdje piše naslov drame o Anti.
- 2010. Mali Marulić (Festival hrvatske drame za djecu) za dramu Ovdje piše naslov drame o Anti.
- 2011. Nagrada "Veljko Maričić" (Međunarodni festival malih scena) za dramu Drama o Mirjani i ovima oko nje.
- 2012. Zlatni smijeh (Dani satire Fadila Hadžića) za dramu Moj sin samo malo sporije hoda.
- 2012. Zlatni lovorov vijenac (MESS, Sarajevo) za dramu Moj sin samo malo sporije hoda.
- 2012. Teatar.hr Nagrada Publike (Teatar.hr) za dramu Moj sin samo malo sporije hoda.
- 2012. Nagrada hrvatskog glumišta (HDDU) za dramu Moj sin samo malo sporije hoda.
- 2014. Marul (Marulićevi dani) za dramu Moj sin samo malo sporije hoda.
- 2014. Specijalno priznanje (Susret kazališta lutaka Bosne i Hercegovine, Bugojno) za dramatizaciju Knjige o džungli.
- 2015. Nagrada za najbolju dramu (Festival prvoizvedenih predstava, Aleksinac) za Moj sin samo malo sporije hoda.
- 2018. Nagrada "Darko Gašparović" (Međunarodni festival malih scena) za dramaturgiju predstave Ciganin, ali najljepši.
- 2020. Nagrada hrvatskog glumišta (HDDU) za dramu Dobro je dok umiremo po redu.
- 2020. Marul (Marulićevi dani) za dramu Dobro je dok umiremo po redu.
- 2021. Zlatni smijeh (Dani satire Fadila Hadžića) za dramu Dobro je dok umiremo po redu.
- 2023. Zlatno pero (Međunarodni kazališni susreti Brčko) za dramu Moj sin samo malo sporije hoda.
- 2024. Marul (Marulićevi dani) za dramu Bilo bi šteta da biljke krepaju.

### Broj kazališnih produkcija u razdoblju od 2009. do 2025. godine
Drame Ivora Martinića igrane su i u inozemstvu. Moj sin samo malo sporije hoda njegova je najizvođenija drama.
| Zemlja                 | Broj produkcija |
| ---------------------- | --------------- |
| Argentina              | 15              |
| Hrvatska               | 12              |
| Španjolska             | 6               |
| Srbija                 | 5               |
| Slovenija              | 5               |
| Urugvaj                | 4               |
| Bosna i Hercegovina    | 2               |
| Peru                   | 2               |
| Venezuela              | 2               |
| Belgija                | 1               |
| Engleska               | 1               |
| Francuska              | 1               |
| Kosovo                 | 1               |
| Sjeverna Irska         | 1               |
| Nizozemska             | 1               |
| Njemačka               | 1               |
| Poljska                | 1               |
| Bolivija               | 1               |
| Čile                   | 1               |
| Kostarika              | 1               |
| Meksiko                | 1               |
| Paragvaj               | 1               |
| Brazil                 | 1               |
| UKUPAN BROJ PRODUKCIJA | 67              |

## Filmografija

### Scenarij za dugometražne filmove
- 2021. Plavi cvijet, režija: Zrinko Ogresta
- 2023. Žena s gumenim rukavicama, režija: Mario Šulina